# Fantozzi
Fantozzi és una pel·lícula de 1975 dirigida per Luciano Salce. És el primer capítol de la reeixida saga que narra les vicissituds del personatge Ugo Fantozzi, interpretat per Paolo Villaggio. Juntament amb la següent Il secondo tragico libro di Fantozzi, es considera el pinacle de la sèrie i es nota la participació d'actors que són susceptibles a entrar en episodis còmics: Plinio Fernando, Anna Mazzamauro i Gigi Reder, entre d'altres.
Fantozzi es pot considerar, en forma de caricatura, el símbol de la classe mitjana italiana dels anys 70, descontenta i frustrada en el treball i la família. L'èxit d'aquesta pel·lícula i la saga que ha generat s'ha mantingut pràcticament sense canvis a través dels anys, contribuint al crèdit Paolo Villaggio com un dels principals autors de pel·lícules còmiques i actors del cinema italià. Estrenada amb gran èxit el 27 de març de 1975, el 2008 fou inclosa a la llista 100 film italiani da salvare. Per la seva interpretació a la pel·lícula, Anna Mazzamauro fou candidata al Nastro d'Argento a la millor actriu no protagonista als Nastri d'argento 1976.

## Trama
La pel·lícula comença amb una trucada de telèfon de la Sra. Pina, que anomena a la companyia Italpetrolcemetermotessilfarmometalquímica, en la que Ugo Fantozzi (el seu marit) treballa, perquè va perdre la pista d'ell per divuit dies. Va descobrir, com a resultat de la recerca poc escrupolosa que havia quedat embussat en els antics banys tancats de la indústria.

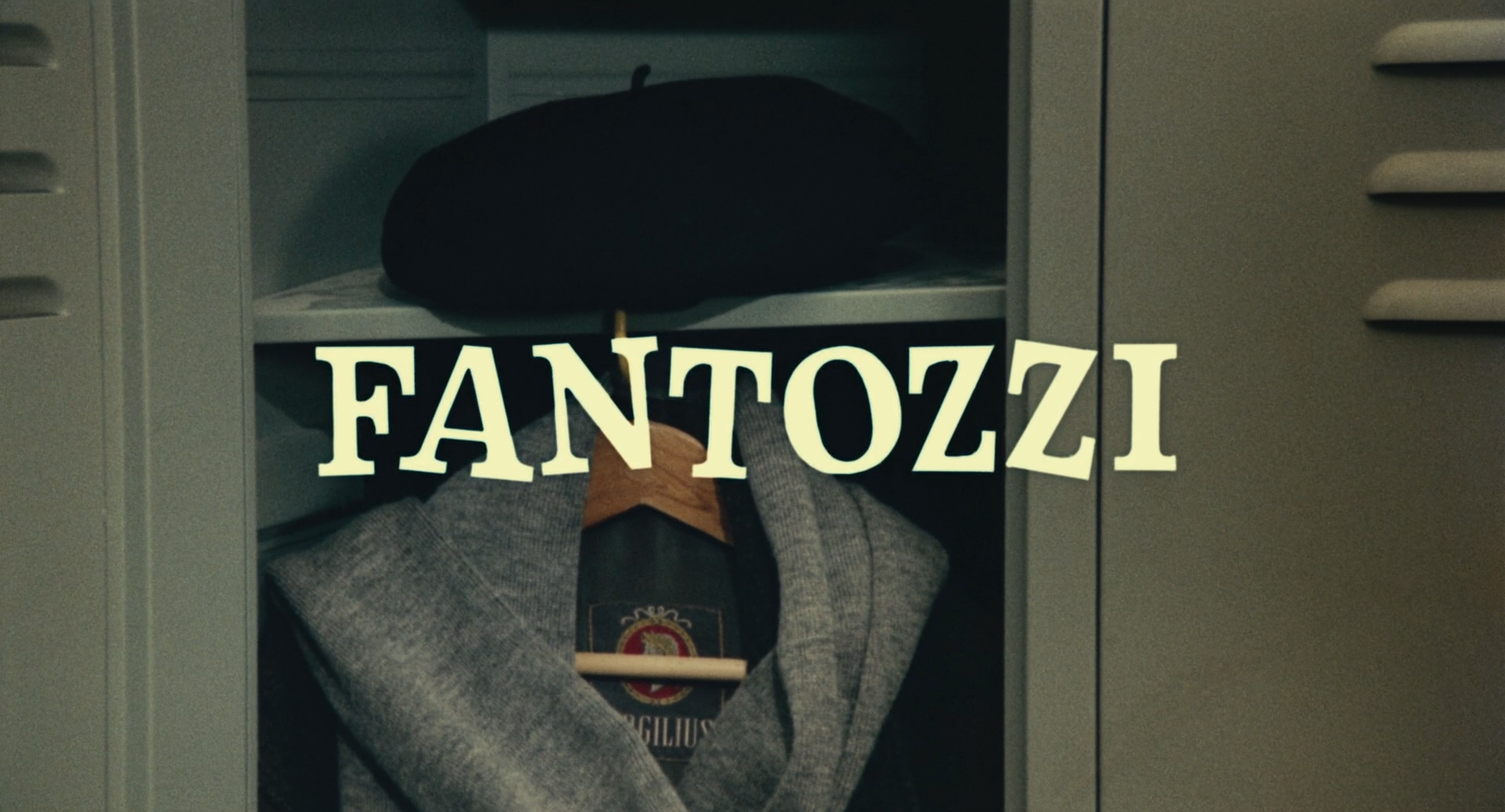
Títol de la pel·lícula

### L'alarma
El primer episodi narra les aventures que Fantozzi ha de fer cada matí per segellar la targeta precisament a les 8.30. Tot està calculat així: a les 7.51 sona l'alarma i té alguns segons per despertar-se i s'acostuma diàriament a la trobada amb la seva esposa, quatre segons per a beure el cafè de la Sra. Pina (3000 graus de calor), un minut per rentar-se i pel desdejuni, la meitat d'un minut per rentar-se les dents, sis segons per les necessitats fisiològiques i tres minuts per vestir-se. No obstant això, sempre hi ha algun element "tràgic" inesperat - com trencar-se els cordons de sabates -. Fantozzi es veu així obligat a prendre l'autobús corrents (que arriba a les 8.01), que és saltant des del balcó directament damunt d'aquest i s'aferrant-se durant el viatge amb autobús, i per lliscament tira tots els passatgers fora. Finalment, va amb una ambulància, però quan falten uns pocs segons per les 8.30, corre al passadís per arribar al fitxador, i cau esgotat per la fatiga. En aquest punt un dels companys s'acosta a ajudar-lo, a pesar que és detingut per un col·lega: No, no l'ajudis! Si no és desqualificat! Ha d'arribar sol! (L'última frase és una cita de la Marató Olímpica de Londres 1908). La cita apareix també en una pel·lícula de la mateixa sèrie, Superfantozzi. No obstant això, Paolo Villaggio és magnànim amb el seu personatge: ell, de fet, aconsegueix segellar l'etiqueta a les 8.30:00 precises, un moment abans de desmaiar-se.

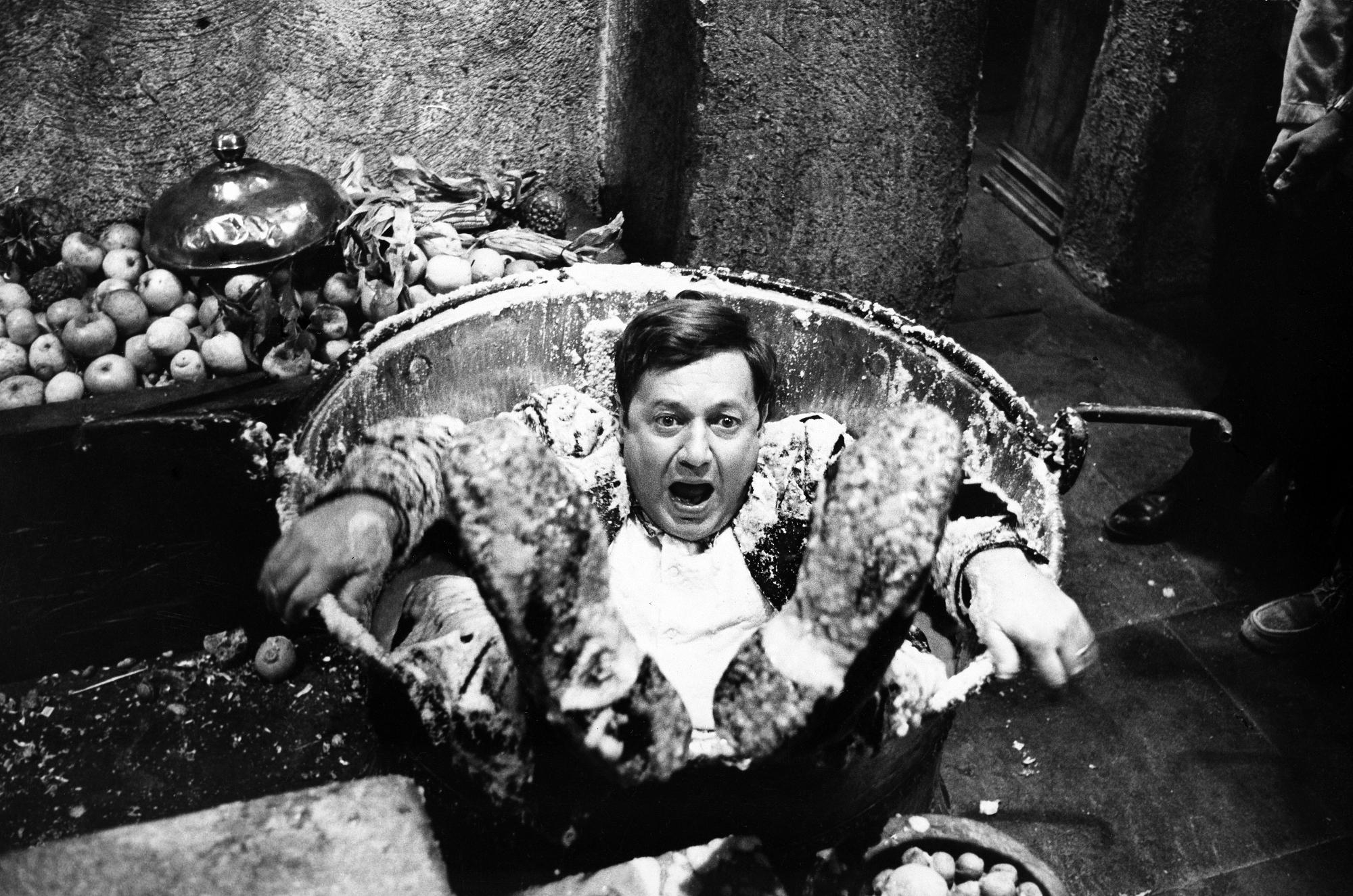
Fantozzi a Courmayeur

L'episodi finalitza amb una paròdia sobre el moment del tancament de les oficines: La sortida a la nit, tenia el mateix ritual que la sortida de la final Olímpica de cent metres llisos. La mateixa serà represa i desenvolupada més dramàticament al començament de Fantozzi contro tutti.

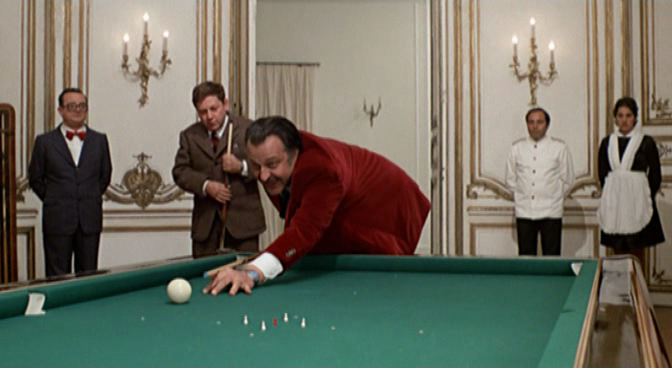
Fantozzi jugant al billar

### La Senyoreta Silvani
En el segon episodi, Fantozzi assisteix al funeral de la mare del Mega Director Natural Conte Lamberti, "Prematurament morta a l'edat de 126 anys". Després del funeral d'honor, el comptable convida a la Senyoreta Silvani a passar a la seva Bianchina per anar a prendre un glop. Amb calculada malícia, aquesta li causa problemes a Fantozzi en insultar als conductors de tres cotxes i els tres pinxos colpegen al pobre comptable.

### El desafiament de futbol
En el tercer episodi Fantozzi va al partit de futbol entre solters i casats organitzat pel comptable Filini. El joc té lloc en un camp ple de tolls i la situació es complica quan s'afegeixen les moltes faltes. En la dotzena part de la primera hora, es desencadena un terrible temporal fent la zona intransitable. El joc va ser suspès quan el camp es converteix gairebé en un llac. Els solters guanyen 3 a 0.

### El campament
En el quart episodi, Fantozzi i el comptador Filini van de viatge: en primer lloc són assotats per haver mullat al "Ministre de petroli" d'un país àrab sense especificar. Arriben a la nit al campament on són acusats per un grup d'alemanys perquè fan massa soroll. En un intent de muntar la botiga, dues vegades Filini colpeja el dit de Fantozzi, obligant-lo a allunyar-se més d'un quilòmetre i fa un crit increïblement alt (com l'udolar d'un llop) i acaben intentant pescar maldestrament, despertant el riure dels turistes que procedien d'Alemanya.

### Nadal
El cinquè episodi transcorre el Nadal. Com de costum, la companyia ofereix als fills de Fantozzi un panettone i una ampolla de vi espumós a condició que inventin una poesia, i la recitin davant dels administradors. Encara que Mariangela ha creat una molt més original que la dels altres, no rep el regal i, de fet, es burlen per la seva lletjor. Fantozzi, després de veure per la porta entreoberta l'insensible gest, entra a l'habitació i immediatament, els dirigents guarden silenci i baixen el cap amb vergonya, adonant-se que s'havien passat de la ratlla. Fantozzi, havent fet els seus millors desitjos per un "...bon Nadal i un pròsper Any Nou", acompanya a la seva filla fora i la cobreix del fred. La seva filla pregunta: "Per què em criden Chita? Qui és?", i Fantozzi respon amb una lamentable mentida: "Chita Hayworth, una bella actriu!". És un dels pocs episodis de la saga fantozziana en la qual el personatge interpretat per Paolo Villaggio s'eleva per sobre la seva mesquinesa.

### Any Nou
En el sisè episodi se celebra el Any Nou, però Fantozzi té pocs motius per a estar alegre durant el sopar, ja que té un problema amb un cambrer desordenat. L'arribada de la mitjanit s'avança subtilment pels músics, perquè els esperava en un assumpte més important. És més, poc després de la mitjanit, algú llança una antiga maquinària de cuina damunt del cotxe de Fantozzi (el famós Bianchina), destruint-ho per complet.

### El billar
En el setè episodi el director Diego Cavalier Catellani desafia Fantozzi, culpable d'haver insultat a la seva mare (l'estàtua de la qual es troba en l'empresa i Fantozzi s'ha colpejat al cap tres vegades) a jugar al billar. Fantozzi podria perdre ja que el director maneja la seva carrera a l'empresa, però no pot resistir la temptació de guanyar el seu rival per 51 a 49. La reacció del líder suprem és violenta, però Fantozzi se salva segrestant la mare de Catellani ("tinc a la vella!!"), que després s'enamora eixelebradament del seu segrestador, la qual cosa l'obliga a col·locar-la en una cabina telefònica després d'haver sol·licitat a Catellani un viatge a Líbia i una assegurança vitalícia per a la família.

### El tennis
En el vuitè episodi, Fantozzi, que anava de guanyar el cor de la Srta. Silvani, tracta de baixar de pes, fent un joc de tennis amb Filini (enmig d'una boirina tan densa que no poden veure on va la bola), però, evidentment, no obté els resultats esperats, tenint en compte que inconscientment es dona una raquetada a la cara, provocant la seva retirada

### El restaurant japonès
Abandonant la idea del tennis, però sense baixar de pes, Fantozzi llavors li compra un vestit a Silvani i la convida a un restaurant japonès, on, tanamteix, a causa d'un malentès, maten i cuinen al benvolgut gos pekinès servint-lo com a plat principal. Pres d'una crisi mística, es creu Jesucrist en persona, i canvia el llac artificial del restaurant pel llac de Tiberíades, intenta realitzar la multiplicació dels peixos i de l'arròs blanc.

### L'esquí
En el novè episodi, Fantozzi, Calboni i Silvani van plegats de vacances a Courmayeur. Per impressionar diu ser un campió d'esquí (ometent, però, el fet que fa trenta-cinc anys que no esquia), i la seva limitada capacitat en aquest esport tindrà precisament un efecte negatiu, en el compromís amb Silvani i Calboni. A Courmayeur, Fantozzi es reunirà de nou amb el cambrer desordenat del sopar d'Any Nou. En aquest cas també té problemes (que acaben en una olla de polenta).

### El Mega Director Galàctic
En el desè i últim episodi, després de la decepció de l'amor que obté Fantozzi és traslladat a l'oficina del comunista Folagra, un jove intel·lectual d'esquerra que convenç l'empleat comptable perquè es rebel·li contra el seu amo. Com a gest simbòlic, Fantozzi llança una pedra contra la finestra de l'oficina, trencant-la, el Mega Director Galáctico demana parlar amb ell. En arribar a l'oficina del Mega Director Fantozzi té una al·lucinació monstruosa: crucificat a la sala. Té lloc una conversa política (el director es defineix com "mig progressista") i al final de la discussió Fantozzi torna a ser com abans i, de fet, és tan servil que s'ofereix com un roger humà de l'aquari del seu superior.

## Escena tallada
Una escena s'ha mantingut inèdita durant gairebé trenta anys, fins a la seva reaparició en les pel·lícules en DVD de 2004, i va aparèixer en la televisió només en 2005 fins al dia d'avui. L'escena transcorre en el vuitè episodi, immediatament després de la partida en una pista de tennis amb Filini i Fantozzi ha de ser hospitalitzat en una clínica d'aprimament.

### La clínica d'aprimament
Fantozzi, que en va intenta guanyar el cor de la Srta. Silvani, és internat en una clínica d'aprimament (idèntica a una presó) per a baixar de pes, però acaba sent tancat en una cel·la i l'obliguen a dejuni forçat.

## Repartiment
- Paolo Villaggio: Ugo Fantozzi
- Liù Bosisio: Pina Fantozzi
- Gigi Reder: Filini
- Plinio Fernando: Mariangela Fantozzi
- Anna Mazzamauro: signorina Silvani
- Giuseppe Anatrelli: Calboni
- Paolo Paoloni: Megadirettore Galattico
- Pietro Zardini: Fonelli
- Elena Tricoli: Teresa Catellani
- Iolanda Fortini: comtesse Alfonsina Serbelloni Mazzanti vien dal Mare
- Umberto D'Orsi: Director Catellani
- Dino Emanuelli: co·lega de Fantozzi
- Alfredo Adami: mestre de billar
- Luciano Bonanni: client al restaurant japonès
- Nicola Morelli: doct. Calabar
- Giuseppe Terranova: Follagra

## Producció
Ja el 1971, després del llançament del primer llibre, Rizzoli i Villaggio havien decidit portar la màscara de Fantozzi a la pantalla gran; Salvatore Samperi va ser contactat originalment com a director. Salvatore Samperi. No obstant això, el projecte es va aturar, fins que l'èxit del segon llibre va convèncer la idea de ressuscitar el projecte. El juliol de 1974 es va anunciar l'inici de la producció, amb Luciano Salce com director substituint Samperi com a director Salvatore Samperi.
Fantozzi va tenir un gran èxit financer: va recaptar més de sis mil milions de lires, romanent a la primera pantalla durant més de vuit mesos i resultant en la recaptació més alta a Itàlia de la temporada de cinema 1974-75.
Actualment ocupa el 49è lloc del rànquing de les pel·lícules italianes més taquilleres de la història amb 7.755.446 espectadors de pagament.